# Ініціатива (військова справа)
Ініціатива (від лат. initium — почало, почин) — у військовій справі багатозначне поняття під яким розуміють прагнення командирів (командувачів) знайти і реалізувати найкращий спосіб виконання завдання відповідно до обстановки, що склалася, і загального задуму дій у ході проведення операції (бою), і нав'язати свою волю противникові. Ґрунтується на глибокому знанні військового мистецтва і поглядів противника на ведення бойових дій, розумінні задуму старшого начальника, свого завдання і завдань сусідів, всесторонньому аналізі обстановки.
Ініціатива полягає в творчому використанні умов, що створилися, у високій активності дій, у готовності узяти на себе відповідальність за самостійно прийняте рішення. Проява ініціативи вимагає від особового складу високих морально-бойових якостей, глибокої свідомості військового. Проява ініціативи — одна з найважливіших умов успішних дій. Її значення в операції (бою) з розвитком засобів і способів озброєної боротьби постійно зростає. Це загальна закономірність з ще більшою неминучістю виявляється в сучасній операції (бою).
Ініціатива особливо необхідна, коли поставлене раніше завдання вже не відповідає обстановці і немає часу або можливості отримати від старшого начальника нові вказівки. Висока динамічність сучасних бойових дій, часта і різка зміна обстановки, збільшена можливість порушення зв'язку особливо підвищують роль ініціативи всіх командирів і начальників.